# Marele Premiu de la Ciudad de México din 2021
Marele Premiu de la Ciudad de México din 2021 (cunoscut oficial ca Formula 1 Gran Premio de la Ciudad de México 2021) a fost o cursă de Formula 1 care s-a desfășurat între 5 și 7 noiembrie 2021 pe Autódromo Hermanos Rodríguez, Mexic. Cursa a fost cea de-a optsprezecea etapă a Campionatului Mondial de Formula 1 din 2021. A fost câștigat de Max Verstappen de la Red Bull Racing, obținând cea de-a doua victorie consecutivă, fiind urmat ca și în cursa anterioară de Lewis Hamilton pe locul 2, și de Sergio Pérez pe locul 3.

## Clasamente

### Calificări
| Poz.                  | Nr. | Pilot              | Constructor               | Timpi calificări | Timpi calificări | Timpi calificări | Grila finală |
| Poz.                  | Nr. | Pilot              | Constructor               | Q1               | Q2               | Q3               | Grila finală |
| --------------------- | --- | ------------------ | ------------------------- | ---------------- | ---------------- | ---------------- | ------------ |
| 1                     | 77  | Valtteri Bottas    | Mercedes                  | 1:16,727         | 1:16,864         | 1:15,875         | 1            |
| 2                     | 44  | Lewis Hamilton     | Mercedes                  | 1:17,207         | 1:16,474         | 1:16,020         | 2            |
| 3                     | 33  | Max Verstappen     | Red Bull Racing-Honda     | 1:16,788         | 1:16,483         | 1:16,225         | 3            |
| 4                     | 11  | Sergio Pérez       | Red Bull Racing-Honda     | 1:17,003         | 1:17,055         | 1:16,343         | 4            |
| 5                     | 10  | Pierre Gasly       | AlphaTauri-Honda          | 1:16,908         | 1:16,955         | 1:16,456         | 5            |
| 6                     | 55  | Carlos Sainz Jr.   | Ferrari                   | 1:17,517         | 1:17,248         | 1:16,761         | 6            |
| 7                     | 3   | Daniel Ricciardo   | McLaren-Mercedes          | 1:17,719         | 1:17,092         | 1:16,763         | 7            |
| 8                     | 16  | Charles Leclerc    | Ferrari                   | 1:16,748         | 1:17,034         | 1:16,837         | 8            |
| 9                     | 22  | Yuki Tsunoda       | AlphaTauri-Honda          | 1:17,330         | 1:16,701         | 1:17,158         | 17           |
| 10                    | 4   | Lando Norris       | McLaren-Mercedes          | 1:17,569         | 1:17,473         | 1:36,830         | 18           |
| 11                    | 5   | Sebastian Vettel   | Aston Martin-Mercedes     | 1:17,502         | 1:17,746         | N/A              | 9            |
| 12                    | 7   | Kimi Räikkönen     | Alfa Romeo Racing-Ferrari | 1:17,606         | 1:17,958         | N/A              | 10           |
| 13                    | 63  | George Russell     | Williams-Mercedes         | 1:17,958         | 1:18,172         | N/A              | 16           |
| 14                    | 99  | Antonio Giovinazzi | Alfa Romeo Racing-Ferrari | 1:17,897         | 1:18,290         | N/A              | 11           |
| 15                    | 31  | Esteban Ocon       | Alpine-Renault            | 1:18,126         | 1:18,405         | N/A              | 19           |
| 16                    | 14  | Fernando Alonso    | Alpine-Renault            | 1:18,452         | N/A              | N/A              | 12           |
| 17                    | 6   | Nicholas Latifi    | Williams-Mercedes         | 1:18,756         | N/A              | N/A              | 13           |
| 18                    | 47  | Mick Schumacher    | Haas-Ferrari              | 1:18,858         | N/A              | N/A              | 14           |
| 19                    | 9   | Nikita Mazepin     | Haas-Ferrari              | 1:19,303         | N/A              | N/A              | 15           |
| 20                    | 18  | Lance Stroll       | Aston Martin-Mercedes     | 1:20,873         | N/A              | N/A              | 20           |
| Regula 107%: 1:22,097 |     |                    |                           |                  |                  |                  |              |
| Sursa:                |     |                    |                           |                  |                  |                  |              |

Note
- ^1 – Yuki Tsunoda a fost nevoit să înceapă din spatele grilei pentru depășirea numărului de elemente ale motorului.[5]
- ^2 – Lando Norris a fost nevoit să înceapă din spatele grilei pentru depășirea numărului de elemente ale motorului.[6]
- ^3 – George Russell a primit o penalizare de cinci locuri pe grila de start pentru schimbarea neprogramată a cutiei de viteze.[6]
- ^4 – Esteban Ocon a fost nevoit să înceapă din spatele grilei pentru depășirea numărului de elemente ale motorului.[6]
- ^5 – Lance Stroll a fost nevoit să înceapă din spatele grilei pentru depășirea numărului de elemente ale motorului.[5] El a mai primit și o penalizare de cinci locuri pe grila de start pentru schimbarea neprogramată a cutiei de viteze. Penalizarea nu a făcut nicio diferență deoarece trebuia să plece oricum de pe ultima poziție.[4]

### Cursa
| Poz.                                                                | Nr. | Pilot              | Constructor               | Tururi | Timp/Retras | Puncte |
| ------------------------------------------------------------------- | --- | ------------------ | ------------------------- | ------ | ----------- | ------ |
| 1                                                                   | 33  | Max Verstappen     | Red Bull Racing-Honda     | 71     | 1:38:39,086 | 25     |
| 2                                                                   | 44  | Lewis Hamilton     | Mercedes                  | 71     | +16,555     | 18     |
| 3                                                                   | 11  | Sergio Pérez       | Red Bull Racing-Honda     | 71     | +17,752     | 15     |
| 4                                                                   | 10  | Pierre Gasly       | AlphaTauri-Honda          | 71     | +1:03,845   | 12     |
| 5                                                                   | 16  | Charles Leclerc    | Ferrari                   | 71     | +1:21,037   | 10     |
| 6                                                                   | 55  | Carlos Sainz Jr.   | Ferrari                   | 70     | +1 tur      | 8      |
| 7                                                                   | 5   | Sebastian Vettel   | Aston Martin-Mercedes     | 70     | +1 tur      | 6      |
| 8                                                                   | 7   | Kimi Räikkönen     | Alfa Romeo Racing-Ferrari | 70     | +1 tur      | 4      |
| 9                                                                   | 14  | Fernando Alonso    | Alpine-Renault            | 70     | +1 tur      | 2      |
| 10                                                                  | 4   | Lando Norris       | McLaren-Mercedes          | 70     | +1 tur      | 1      |
| 11                                                                  | 99  | Antonio Giovinazzi | Alfa Romeo Racing-Ferrari | 70     | +1 tur      |        |
| 12                                                                  | 3   | Daniel Ricciardo   | McLaren-Mercedes          | 70     | +1 tur      |        |
| 13                                                                  | 31  | Esteban Ocon       | Alpine-Renault            | 70     | +1 tur      |        |
| 14                                                                  | 18  | Lance Stroll       | Aston Martin-Mercedes     | 69     | +2 tururi   |        |
| 15                                                                  | 77  | Valtteri Bottas    | Mercedes                  | 69     | +2 tururi   |        |
| 16                                                                  | 63  | George Russell     | Williams-Mercedes         | 69     | +2 tururi   |        |
| 17                                                                  | 6   | Nicholas Latifi    | Williams-Mercedes         | 69     | +2 tururi   |        |
| 18                                                                  | 9   | Nikita Mazepin     | Haas-Ferrari              | 68     | +3 tururi   |        |
| Ab                                                                  | 47  | Mick Schumacher    | Haas-Ferrari              | 0      | Coliziune   |        |
| Ab                                                                  | 22  | Yuki Tsunoda       | AlphaTauri-Honda          | 0      | Coliziune   |        |
| Cel mai rapid tur: Valtteri Bottas (Mercedes) – 1:17.774 (turul 69) |     |                    |                           |        |             |        |
| Sursa:                                                              |     |                    |                           |        |             |        |

| Loc    | 1  | 2  | 3  | 4  | 5  | 6 | 7 | 8 | 9 | 10 | CMRT |
| Puncte | 25 | 18 | 15 | 12 | 10 | 8 | 6 | 4 | 2 | 1  | 1    |

## Clasamentele campionatelor după cursă
|           | Poz. | Pilot           | Puncte |
| --------- | ---- | --------------- | ------ |
| Unchanged | 1    | Max Verstappen  | 312,5  |
| Unchanged | 2    | Lewis Hamilton  | 293,5  |
| Unchanged | 3    | Valtteri Bottas | 185    |
| Unchanged | 4    | Sergio Pérez    | 165    |
| Unchanged | 5    | Lando Norris    | 150    |
| Sursa:    |      |                 |        |

|           | Poz. | Constructor           | Puncte |
| --------- | ---- | --------------------- | ------ |
| Unchanged | 1    | Mercedes              | 478,5  |
| Unchanged | 2    | Red Bull Racing-Honda | 477,5  |
| 1         | 3    | Ferrari               | 268,5  |
| 1         | 4    | McLaren-Mercedes      | 255    |
| Unchanged | 5    | Alpine-Renault        | 106    |
| Sursa:    |      |                       |        |

- Notă: Doar primele cinci locuri sunt prezentate în ambele clasamente.
- Textul îngroșat indică concurenții care mai aveau șansa teoretică de a deveni Campion Mondial.